# Santos Díaz de Valdés Carrera
Santos Díaz Valdés Carrera (Santiago, 1803 - Alhué, 1869) fue un político chileno.
Hijo de Pedro Díaz de Valdés y Arguelles-Galán, segundo esposo de la ilustre patriota, doña Javiera Carrera Verdugo, una de los hermanos Carrera. Su padre era auditor letrado de la Capitanía General de Chile. Contrajo matrimonio en 1836 con María Dolores Valdivieso Cruzat.
Las ideas de su padre no hicieron eco en sus hijos, ya que su padre Pedro Díaz de Valdés era un férreo realista y no renunció a la causa española aún casado con una patriota como Javiera Carrera. Las ideas liberales y progresistas de su tío y su familia materna fueron las que educaron a don Santos Díaz. Estudió en el Instituto Nacional en 1831.
Militante del Partido Liberal, fue elegido en 1846 Diputado por Melipilla y La Victoria. Reelegido en 1849 Diputado, esta vez representando a Curicó, Santa Cruz y Vichuquén.